# Eccidio dei Chiavelli
L'eccidio dei Chiavelli, avvenuto il 26 maggio 1435, giorno dell'Ascensione, fu l'esecuzione sommaria di numerosi figli maschi, appartenuti alla nobile famiglia Chiavelli, signori di Fabriano. L'esecuzione venne compiuta nella cattedrale di San Venanzio di Fabriano.

## Il fatto
Tommaso Chiavelli (1360-1435), signore di Fabriano, ormai settantacinquenne, associò al suo governo l'autoritario figlio Battista, che probabilmente soggiogò i fabrianesi. L'esasperazione di alcuni cittadini condusse alla conclusione che solo eliminando la casata Chiavelli si sarebbe potuto ristabilire un governo più consono alle loro aspettative.
L'eccidio dei Varano nella vicina Camerino, avvenuto il 10 ottobre del 1434 e ispirato da un certo Arcangelo di Fiordimonte incoraggiò il popolo ad agire. Il 26 maggio 1435 un gruppo di congiurati fece irruzione nella cattedrale di San Venanzio a Fabriano mentre Tommaso Chiavelli con figli e nipoti assisteva a una cerimonia religiosa. Si avventarono sui Chiavelli al grido di "viva la libertà a morte i tiranni" e li uccisero a pugnalate. Stessa sorte toccò ai Chiavelli in fasce, uccisi nelle dimore dopo essere state assaltate.
Nell'estate del 1435 la signoria di Fabriano passò sotto il dominio del futuro duca di Milano Francesco Sforza, dal 1444 fu annessa nello Stato Pontificio.

## Vittime della strage
- Tommaso Chiavelli e i suoi figli:[1]
  - Battista (1385-1435)
  - Galasso
  - Bulgaro (1399-1435)
  - Alberghetto
- I figli di Battista:
  - Gismondo
  - Piergentile
  - Chiavello
  - Guido (1422-1435)
  - Rodolfo
  - Gentile
- Alberghetto (1424-1435), figlio di Guido di Tommaso
- Marco, figlio di Guido di Tommaso

## Sopravvissuti alla strage
Dalla strage di salvarono solo Nolfo e Guido Chiavelli, mercenari fuori Fabriano al soldo di Francesco Sforza, alleato dei Chiavelli, e, forse, i due bambini di Guido, Tomasso e Galasso; le figlie e la moglie di Battista Guglielma da Varano che, liberate, trovarono accoglienza presso la corte di Urbino.